# Arnaud Bovolenta
Arnaud Bovolenta (n. 6 septembrie 1988, Albertville, Rhône-Alpes, Franța) este un sportiv ce a reprezentat Franța, medaliat olimpic. A participat la două ediții ale Jocurilor Olimpice (2014, 2018) în care a câștigat o medalie de argint.